# Championnat d'Asie et d'Océanie féminin de volley-ball 1997
Navigation
Chiang Mai 1995 Hong Kong 1999
Le 9e Championnat d'Asie et d'Océanie féminin de volley-ball a lieu du 21 au 28 septembre 1997 à Manille (Philippines).

## Équipes participantes
| - Australie - Chine - Corée du Sud - Philippines - Japon | - Hong Kong - Taipei chinois - Thaïlande - Ouzbékistan |

## Poules
| Poule A                                    | Poule B                                            |
| ------------------------------------------ | -------------------------------------------------- |
| Australie Philippines Japon Taipei chinois | Chine Corée du Sud Hong Kong Thaïlande Ouzbékistan |

## Phase finale

### Places 1 à 4

#### Classement
| No | Équipe         | Points | Matches | Matches | Sets | Sets   | Sets  |
| No | Équipe         | Points | gagnés  | perdus  | pour | contre | Ratio |
| -- | -------------- | ------ | ------- | ------- | ---- | ------ | ----- |
| 1  | Chine          | 6      | 3       | 0       | 9    | 0      | MAX   |
| 2  | Corée du Sud   | 5      | 2       | 1       | 6    | 3      | 2.000 |
| 3  | Japon          | 4      | 1       | 2       | 3    | 6      | 0.500 |
| 4  | Taipei chinois | 3      | 0       | 3       | 0    | 9      | 0.000 |

### Places 5 à 8

#### Classement
| No | Équipe      | Points | Matches | Matches | Sets | Sets   | Sets  |
| No | Équipe      | Points | gagnés  | perdus  | pour | contre | Ratio |
| -- | ----------- | ------ | ------- | ------- | ---- | ------ | ----- |
| 5  | Thaïlande   | 6      | 3       | 0       | 9    | 0      | MAX   |
| 6  | Ouzbékistan | 5      | 2       | 1       | 6    | 3      | 2,000 |
| 7  | Australie   | 4      | 1       | 2       | 3    | 6      | 0,500 |
| 8  | Philippines | 3      | 0       | 3       | 0    | 9      | 0,000 |

## Classement final
| Place              | Équipe       |
| ------------------ | ------------ |
| Médaille d'or      | Chine        |
| Médaille d'argent  | Corée du Sud |
| Médaille de bronze | Japon        |
| 4                  | Taïwan       |
| 5                  | Thaïlande    |
| 6                  | Ouzbékistan  |
| 7                  | Australie    |
| 8                  | Philippines  |
| 9                  | Hong Kong    |